# Чистопади

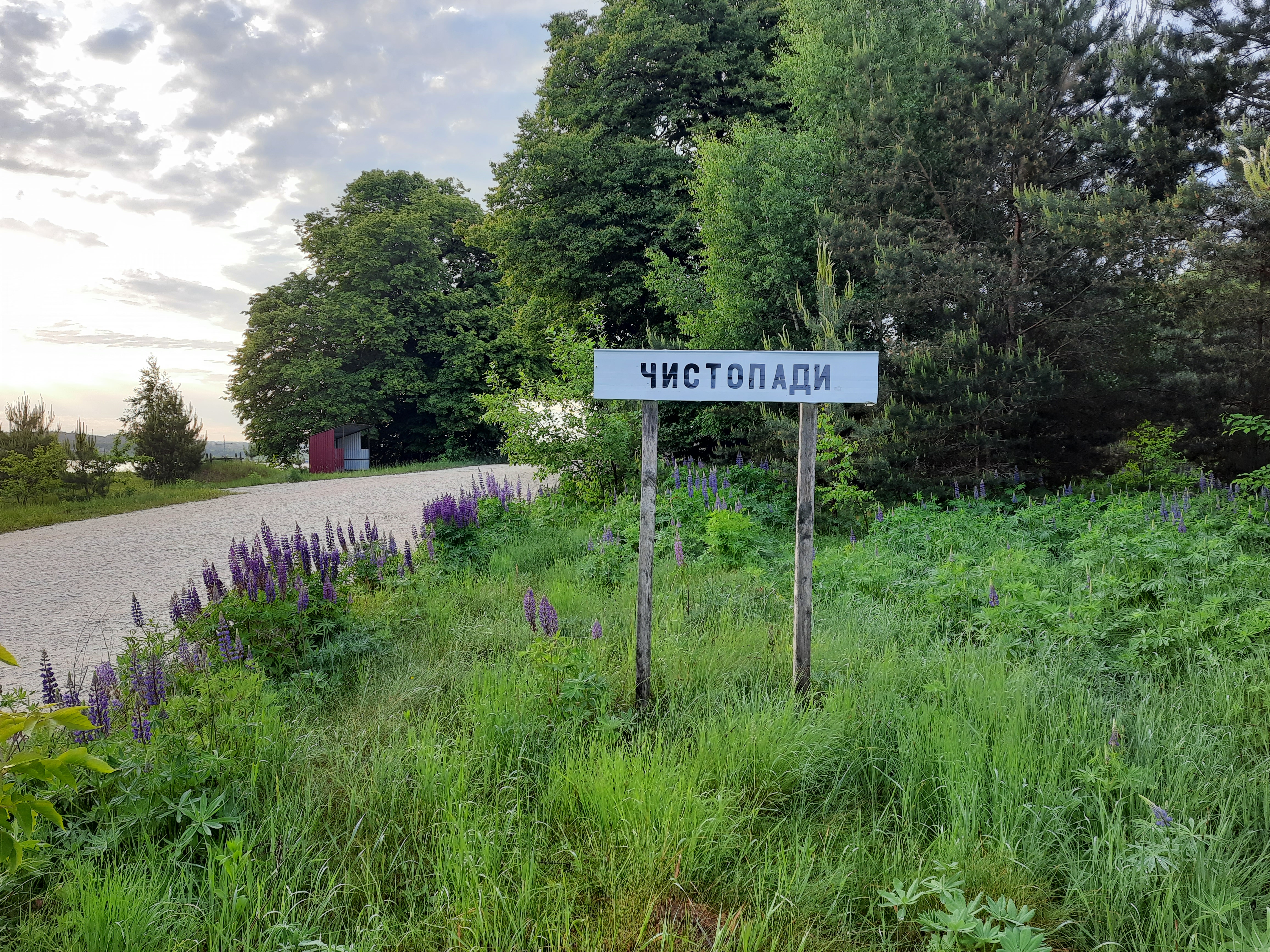
Дорожній знак при в'їзді в село

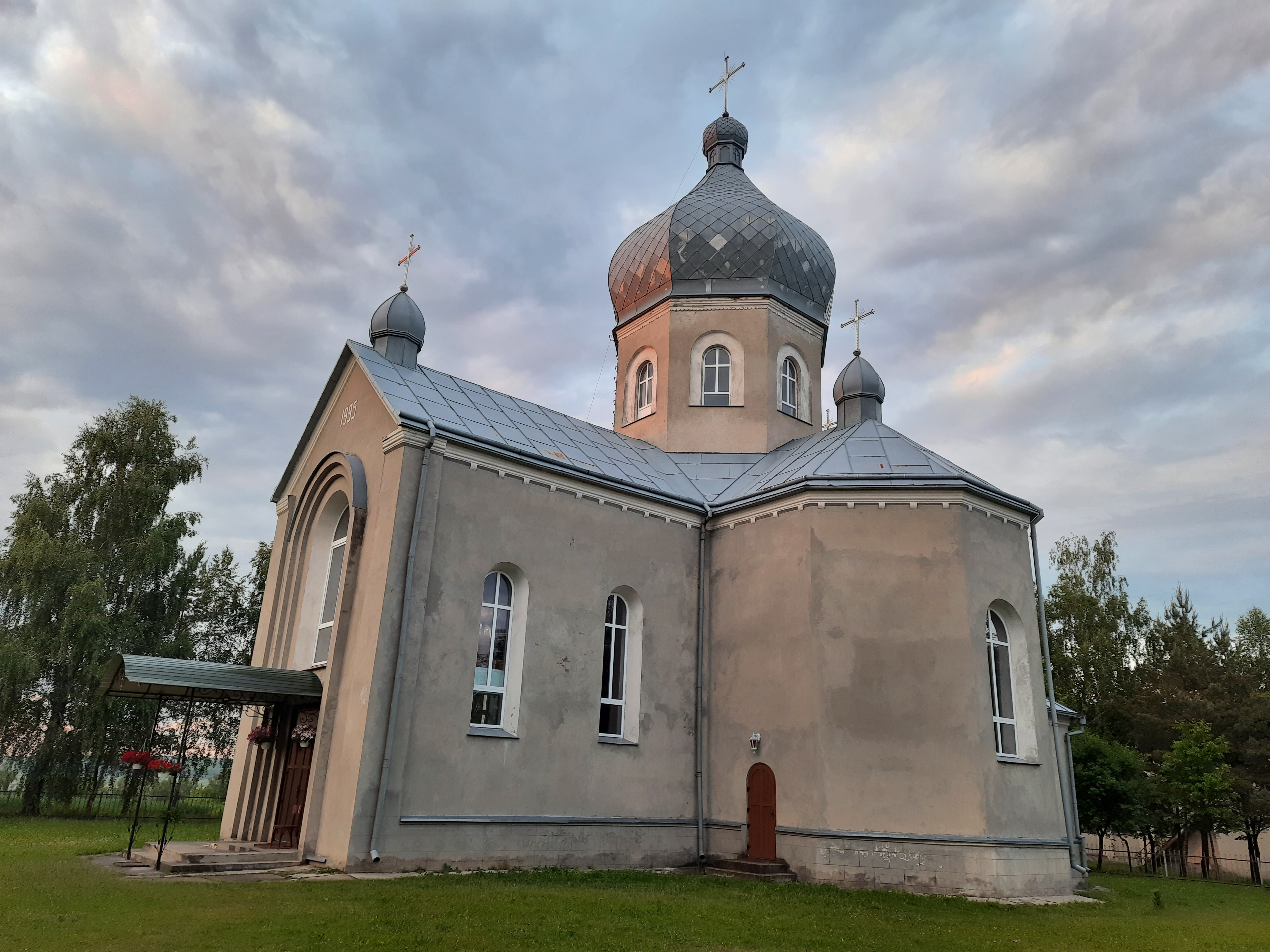
Церква Святого Архістратига Михаїла 1995р. УГКЦ

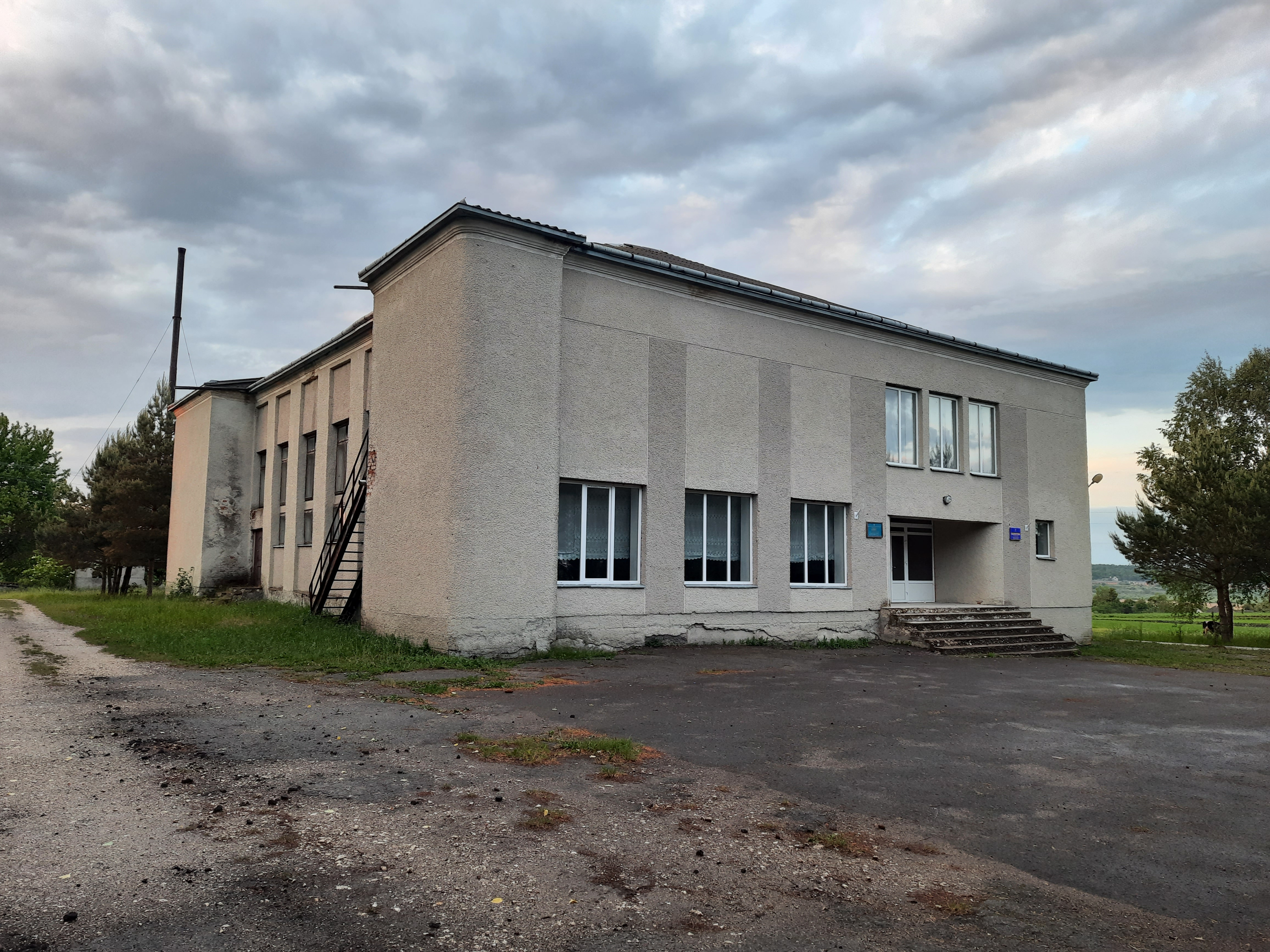
Будинок культури

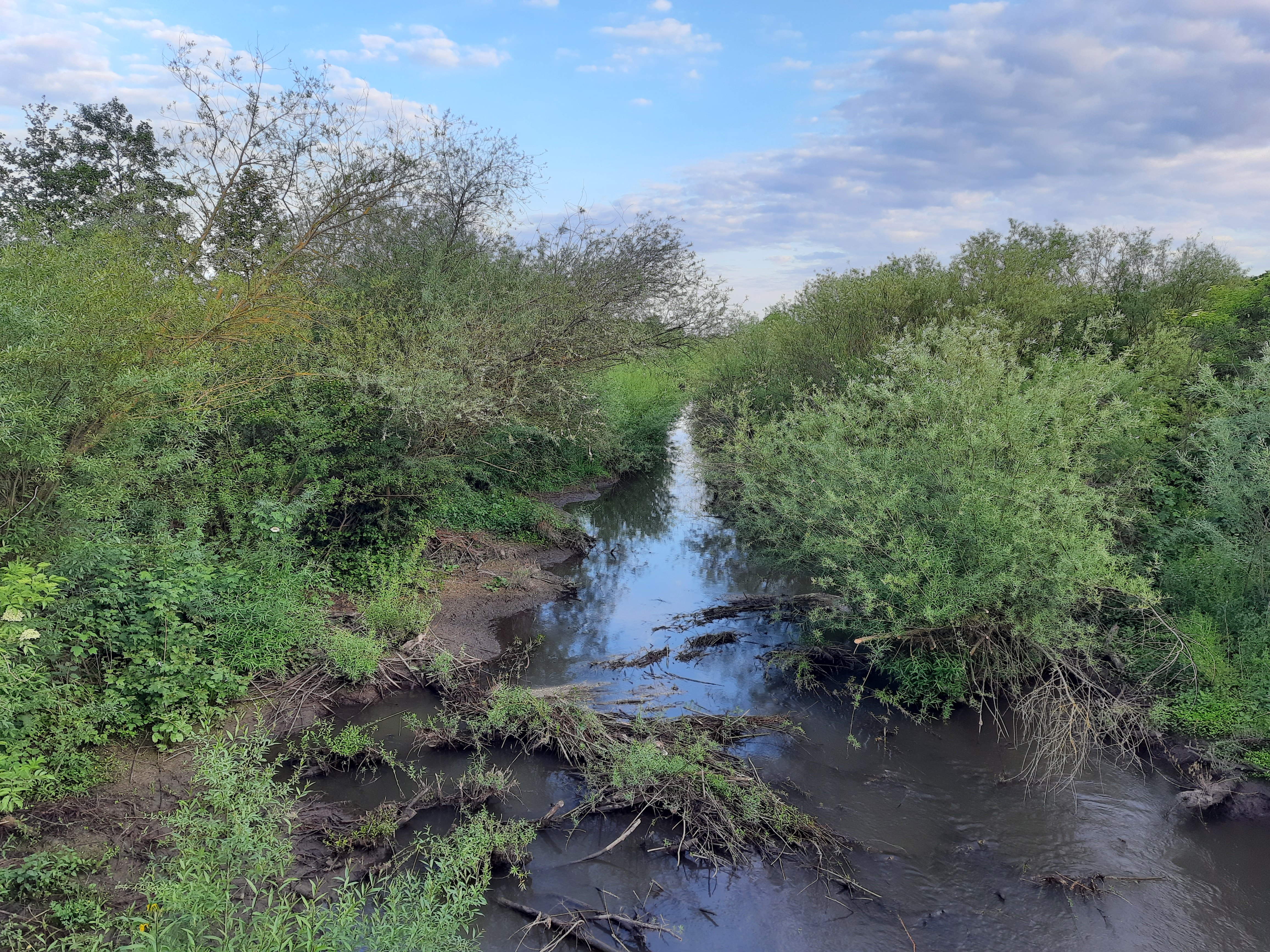
Річка Серет неподалік села.

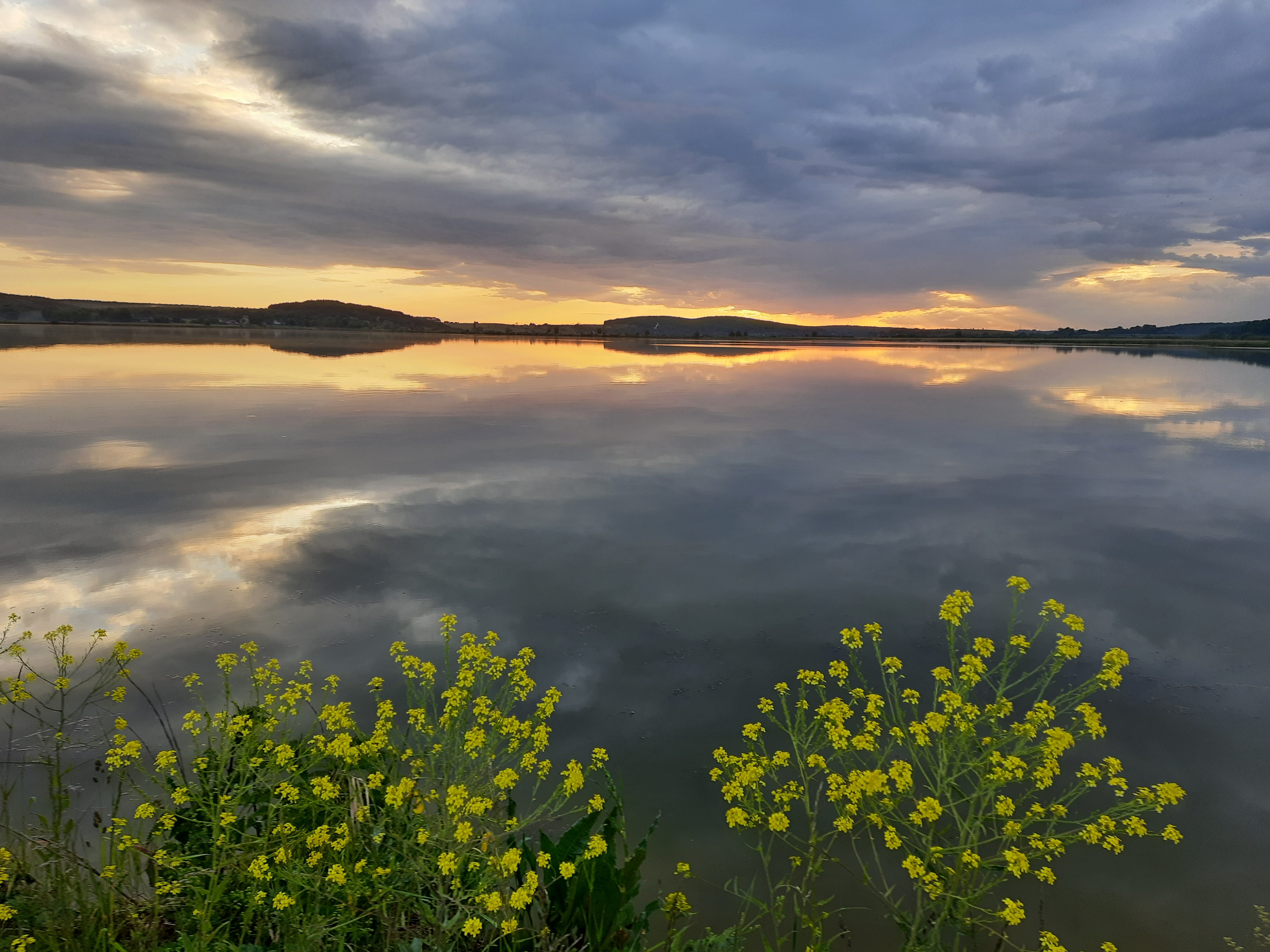
Став біля села

Чистопа́ди — село в Україні, у Залозецькій селищній громаді Тернопільського районі Тернопільської області. Розташоване на річці Серет, на північному заході району.
До 2016 року було центром Чистопадівської сільської ради. Від 2016 року належить до Залозецької селищної громади. До Чистопадів приєднано хутори Гаї та Дички. 

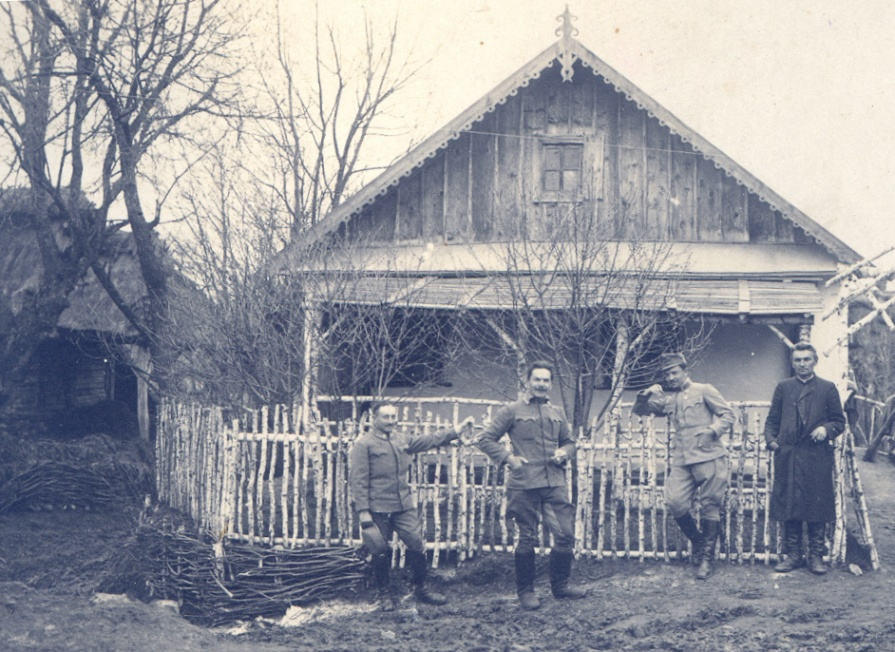
Отець Григорій Косар (1867—1918) (крайній справа), парох сіл Ратищі і Чистопади. 1916 р.

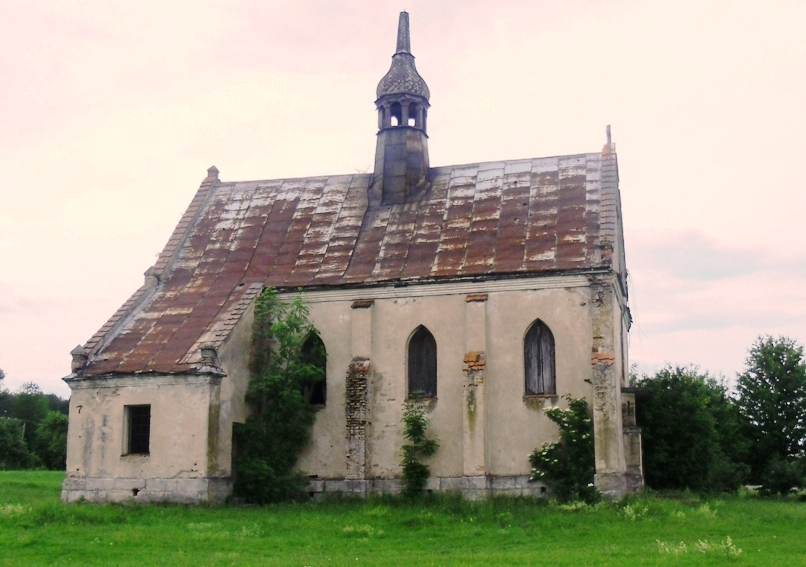
Костел часів Першої світової війни.

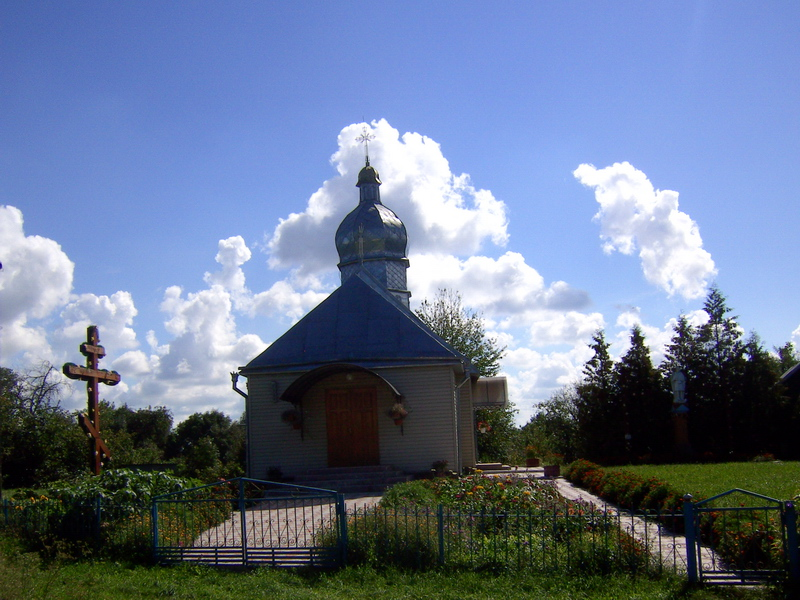
Церква Святого Михаїла (1701) Сучасний вигляд

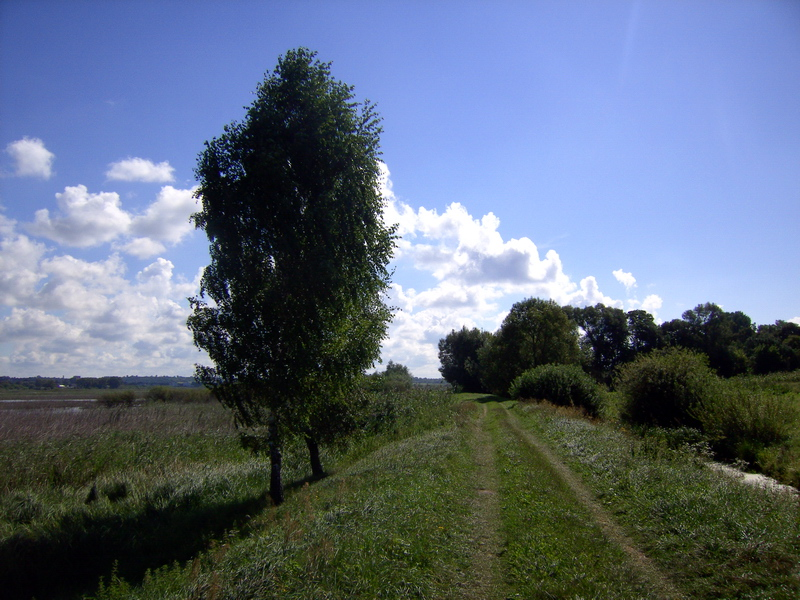
Дорога біля озера, літо 2010

## Історія

### Археологія
В другій половині ХІХ ст. в селі  під час археологічних розкопок було виявлено стоянку часів палеоліту. У 1880-х рр. в селі з алювіальних шарів землі викопано масивний крем'яний відлуп, який французький археолог-палеолітик  А. Мортільє визнав за ашельський.
Розташоване на правому березі річки Серет, на північ від м. Зборова за 27 км.
Щодо назви села, то існує легенда, яка розповідає нам звідки походить його назва. За легендою, під час монголо-татарської навали на західні землі України, монголо-татари напали й спалили село, і воно «чисто впало». Перша згадка про село є з 1701 року, коли тут була побудована дерев'яна церква св. Миколая.
Одним із цікавих епізодів історії села була боротьба з пияцтвом до Першої світової війни. Очолили її священики о. Ф. Тарнавський, о. І. Мединський, о. Григорій Косар (парох сіл Ратищі та Чистопади), вчитель Лонгин Тарнавський. У селі було створене «Товариство тверезості». В результаті їх діяльності селяни перестали відвідувати корчми, і ті закрилися. У селі діяла читальня «Просвіти», заснована парохом о. Григорієм Косаром у 1906 році, який був парохом с. Ратищі і Чистопади до 1917 року. Першим її головою був Дутка Михайло. Читальня мала понад 100 книг. Вона знаходилася в будинку, де колись була дяківська школа.
Тільки декілька господарів мали більше ніж 10 моргів поля. Перед Першою світовою війною багато мешканців села їздили на жнива заробляти на сусідські фільварки, особливо до села Ярчовець коло Зборова, де був великий фільварок і добре родила пшениця.
Село мало на той час 361 га поля разом із сіножатями. Фільварку в Чистопадах не було, але на другому боці річки знаходився Турчин. Колись, за часів панщини, через річку була гребля, якою переправлялися на панщину, що була коло Турчина.
За селом колись знаходився фільварок, який називався Багнерівка і мав більше ніж 250 моргів поля. Після Першої світової війни фільварок знищили, а тодішня власниця графиня Цінська розпарцелювала і подарував все це поле для осадників-інвалідів, що прислужилися чимось до відбудови Польщі. В селі їх було багато, але конфліктів з українською громадою не було.
Село Чистопади утворювалося з самого села, хутора Дички і Гаїв Чистопадівських. Оскільки декому тісно було мешкати в селі, вони будувалися по своїх Гайках, де нараховувалося понад 40 дворів.

### Перша світова війна
Найтрагічнішою подією в історії Чистопадів було знищення села у період І світової війни − 1916 рік. Мадяри, які стояли тоді в селі, евакуювали ціле село, а хати порозбирали. Люди роз'їхалися в різні куточки. Деякі перебули війну в близьких селах Тростянець, Гнидава, Оліїв, багато мешканців оселилися коло Золочева: Білий Камінь, Бужок, багато аж коло Городка в селі Артищеві коло Львова, але були й такі, які перебували в таборах Австрії та Чехії.
Дуже багато тоді померло дітей і старих людей. У 1918 р. люди повернулися у село. Але тоді все було знищено, залишилося лише два цілих будинки, все поросло кропивою і бур'янами. Не було що їсти і де мешкати, тому люди ходили за зерном аж до Збаража. Багато з холоду і голоду вимерло. З часом чистопадівці почали розбирати шанці, яких було багато в селі, і зводити собі хати.
Важкі часи пережило село в роки Другої світової війни. За часів Польщі війтом в селі був Василь Проник, якого пізніше арештували і вивезли в Росію більшовики.
Першим головою сільської ради був Андрій Дутка. Згодом його не злюбили і вибрали Павлусика Михайла. Зі слів старожилів, він був поганою людиною. Йому давали хабарі, але й це не допомагало. Пізніше головою став Кріль Микола, а секретарем − Стець Андрій, котрі працювали на цих посадах до приходу німецьких військ. З вибухом війни багато чоловіків пішли на війну.

### Друга світова війна
4 липня 1941 року німці прийшли в Заложці, а 5 липня 1941 р. військо розбило ґуральню на Турчині. Багато жителів села захотіли набрати горілки. Невідомо з чого почалася пожежа, в її полум'ї згоріло близько 40 людей, більше сотні померли в муках. З села згоріли: Боляк Марія, Стець Парасковія. Тяжко попеклося ще 8 осіб, які згодом видужали.
Німці знущалися (били) людей, примушували до роботи на будівництві зеленого дому (приміщення сьогоднішньої селищної ради). Війтом за німців працював Крілина Йосип.
Німці вивезли на роботи в Німеччину: Богуцького Михайла Дмитровича, Семесь Стефанію Іванівну, Диня Володимира Васильовича, Сець Михайла Павловича, Григус Теклю Іванівну, Стець Анну Василівну, Жук Клементину Василівну, Дерех Михайла Костянтиновича, Овсяк Марію Павлівну, Мікляшевич Марію Вікторівну, Жук Агафію Михайлівну, Дерех Клементину Костянтинівну, Богуцьку Стефанію Михайлівну, Дерех Стефанію Василівну, Цапишин Михайла Васильовича, Кусяк Клементину Миколаївну.
У Німеччині народилися Богуцька Галина Михайлівна і Цапишин Людмила Михайлівна, які зараз проживають у селі.
Після І світової війни знову відновили читальню «Просвіти», але через відсутність приміщення не було де проводити заняття. Тому громада села звернулася до своїх побратимів в Америці, щоб вони допомогли звести будинок. Емігранти надіслали гроші, і в 1937 році збудували Читальний дім, де знаходились магазин, читальня та театральна зала. До будівництва дому найбільше доклали сил Кріль Василь Кіндратович та Крілина Йосип.
У 1937 році польська поліція знайшла заборонені книжки у читальні і покарала Кріля Василя та Крілину Йосипа штрафом по 200 золотих, після чого закрили читальню.
Роботу читальня відновила в липні 1941 р. після приходу німців, а в червні 1942 р. її перейменовано на Українське освітнє товариство, головою якого став Кріль Василь Кіндратович.
Перша школа знаходилась при церкві, дяковчителем був Дмитро Кульчинський. Шкільний будинок був дяківським. У 1888 році чистопадівці придбали землю і побудували школу.
Шкільний будинок під час І світової війни згорів разом з цілим селом. Школа містилася у селянських хатах, а новий шкільний будинок звели у 1925 році. Гроші частково на будівництво дала американська громада, а селяни здавали по 4 злотих від морга поля. Будинок з глини вийшов зовсім непридатним для навчання. Будували його тодішній солтис Василь Проник і директор школи Яворський.
За часів панування Польщі учителем був Яворський, польський осадник, який прибув із Бродів. Спочатку в школі навчали українською мовою, а згодом перейшли на польську, хоч поляків в школі було лише 12. Згодом вчителювала Надія Чубель, вона пропрацювала до розпаду Польщі.
Коли прийшли більшовики, Яворського вивезли у Сибір. У 1939—1940 рр. вчителювала Ольга Королюкова, пізніше її звільнили, адже була дружина священика.
У 1940—1941 рр. у школі працювали аж 4 вчителі. Протягом 1942—1943 рр. вчителює Осипенко Клавдія з Великої України.
Про заснування і початок парафії ніхто нічого конкретно не знає. У книзі «Залозецький край» написано, що церква збудована в 1701 р., але жителі кажуть, що вона згоріла під час І світової війни.
Перший парох − о. Дмитро Жеребецький (з 1873 р.), спершу він мешкав у Чистопадах, але обслуговував і Ратищі. Пізніше перейшов проживати в Ратищі. Служив парохом 20 років. Помер у 1898 р.
Десь після 1915 р. до 1918 р. обслуговував парафію священик Ювеналь Луцик, який розпочав будівництво церкви в Ратищах. У той час багато жителів села перейшло з греко-католицького обряду на римо-католицький.
Під час Першої світової війни церква в селі згоріла. Після війни жителі знову домагаються душпастиря. На неодноразові звернення громадян відмовляли, тому що село не мало дому для проживання отця. І аж у 1934 році заклали фундамент і звели у 1935 році проборство. Багато доклав зусиль до будівництва поборства о. Ковальчук, який мав перейти на постійне проживання до с. Чистопади із с. Ратищі. Але в 1938 р. він одержав парафію в Старих Бродах.
Першим місцевим завідувачем церкви в с. Чистопади був Володимир Королюк з 5 червня 1939 р. до лютого 1943 р., проживав у Чистопадах.
Ще у 1936 р. спорудили цегельню. З цегли будували приходство і читальний дім.
Після о. Королюка прийшов на парафію Симків Михайло, який прослужив до 1960 року. Похований у с. Чистопади на кладовищі.
У 1950 році священика вигнали з церковного будинку, а там розмістили школу. До 1960 р. він проживав на квартирі. З 1960 р. прийшов на проборство о. Кирильчук Василь Прокопович. Громада купила житловий будинок. Його дружина працювала в колгоспі, мали трьох дітей. Священик також брав участь у сільгоспроботах. Пізніше священиком був Юрчинський Софрон. З 1980 до 1991 р. − о. Петро Жаровський, який відремонтував і розписав церкву. З лютого 1991 р. до сьогодні отець Брегей Ігор Павлович УПЦ КП. У 1995 році побудовано новий греко-католицький храм св. Архістратига Михаїла. Церква у Чистопадах ніколи не була закритою. У книзі «Залозецький край» вказані неправдиві відомості, що богослужіння відправлялись просто неба. До побудови греко-католицької церкви відправа велася почергово до 1995 року, хоч незгода та сварки між селянами були. Але згодом порозумілися священики і сьогодні протиріччя майже зникли.
У 1944 році в березні прийшли російські війська у Чистопади, Залізці, Ратищі, а в Гнидаві і Тростянці стояла лінія фронту − там були німці.
Зі східних областей до Чистопад привезли молодих юнаків, які не мали навіть обмундирування і які відразу йшли в бій. Всі загинули в Тростянецькому лісі. Військова кухня розташовувалась у селі. Їжу возили на лінію фронту, але поверталися назад з харчами, бо вже не було кого годувати, всі гинули. І так кожного дня.
У 1944 році на Великодні свята всіх чоловіків до 45 років забрали в Армію і завезли на Далекий схід (Маньчжурія). Загинув там Магдій Петро. Решта повернулися в 1945—1946 рр. На війні загинули: Григус Михайло Іванович, Диня Михайло Андрійович, Гоцяк Василь, Стефанишин Іван, Фец Василь, Дерех Андрій, Дерех Василь, Богуцький Андрій, Дацишин Михайло, Томашівський Іван, Ногас Дмитро Петрович (1898-14.01.1945 рр. Мобілізований в 1944 році. Рядовий. Загинув під час бою. Похоронений в Польщі в населеному пункті Домбровка)
Коли стояла лінія фронту, людей евакуювали з села в Збаразький район на три місяці. Після їхнього повернення − половина села була спалена. Поля знищені. Люди ходили заробляти на Волинь і Збаражчину.
12 липня 1944 р. лінія фронту пересунулася в бік Львова. Люди почали сіяти поля, відбудовувати хати. У 1946 р. повернулися з фронту інвалідами: Гайовий Іван, Дацишин Михайло, Лазарук Максим, Кріль Володимир, Тесля Михайло, Богуцький Іван.
Активно брали участь жителі села і в національно-визвольних змаганнях. Осередок ОУН тут виник ще в 1938 році. Його засновником став Михайло Тесля, секретарем — Дмитро Богуцький. В часи німецької окупації через село проходила лінія зв'язку «Карпати-Волинь». Один з активних підпільників був Антон Григус, учень 8 класу Тернопільської гімназії, який разом з друзями взимку 1943 року викрали із Залозецької станиці прикордонної служби двох німців, щоб потім обміняти їх на арештованих членів ОУН. 1 березня 1944 року Антін разом з матір'ю був застрелений гестапівцями, що приїхали в село із Залізців.
З встановленням радянської влади почалась боротьба з ОУН. Станичним села в ті часи був Іван Дацишин, зв'язковою — Бай Марія.
Після війни головою сільської ради був Кріль Микола Михайлович, а з 1949 р. − Дутка Олексій.
У 1949 р. у березні почали створювати колгоспи. Спочатку люди опирались колективізації, але потім нова влада змусила віддати все — коней, корів, реманент.
Першим головою колгоспу був Жук Іван Федорович, з 1952 р. − Очколас Прокіп Григорович, з 1956 р. − Мушта Роман Іванович.
Людям важко жилося − весь врожай здавали державі, грошей не платили.
З 1958 р. головою став Горішний Григорій Васильович. З 1961 р. − Паліков Анатолій Якович. Тоді почали краще обробляти землі, підвищилась врожайність. Платили постійно. Життя людей покращилось. В той час майже все село вже відбудували. Звели новий магазин, сільськогосподарські приміщення. У 1989 р. з'явився новий будинок культури, тваринницький комплекс на 2500 голів худоби, який нині зовсім знищений, приміщення ФАПу. Збудовані дороги з твердим покриттям.
Населення села:
1880 р. — 716 жителів (659 греко-католиків), 1909—743 (702 греко-католики), 1910—914, 1921—162 дворів, 737 мешканців, 1931—170 дворів, 817 мешканців, 1936—757 греко-католиків, 56 римо-католиків, 2 євреї. 2000 р. — 209 дворів, 608 жителів.
Сьогодні у Чистопадах проживає 587 громадян, є 184 двори, з них − 18 незаселених. У селі є 2 магазини, комунальне підприємство, школа, ФАП, поштове відділення, клуб, бібліотека. Сільськогосподарського підприємства немає. Колишній колгосп знищений. Але є надія на інвесторів, які планують відкрити ковбасний цех і цех з вирощування грибів. Готуються матеріали на продаж приміщень, які залишилися після розпаювання колгоспу. Частина земель орендує ПАП «Розтоцьке» − 184,1 га. Селяни в основному зайняті в особистих підсобних господарствах. Молодь виїхала за кордон (40 осіб).
Пам'яток архітектури немає. На околиці села стоїть стародавній хрест, кажуть, з часів козацтва.
На сьогодні захищає дисертацію колишня жителька села Сенківська Галина Ярославівна, яка працює викладачем Кременецького педінституту, історик за освітою, на тему: «Історичні спогади про село».
Поблизу села виявлено археологічні пам'ятки пізнього палеоліту.
Відоме від 17 ст.
Діяли «Просвіта», «Сільський господар» та інші товариства, кооперативи.
12 червня 2020 року, відповідно до розпорядження Кабінету Міністрів України № 724-р «Про визначення адміністративних центрів та затвердження територій територіальних громад Тернопільської області» увійшло до складу Залозецької селищної громади.
19 липня 2020 року, в результаті адміністративно-територіальної реформи та ліквідації Зборівського району, село увійшло до складу Тернопільського району.

## Населення
Населення — 587 осіб (2007).

### Мова
Розподіл населення за рідною мовою за даними перепису 2001 року:
| Мова       | Кількість | Відсоток |
| ---------- | --------- | -------- |
| українська | 602       | 99.5%    |
| російська  | 3         | 0.5%     |
| Усього     | 605       | 100%     |

## Пам'ятки

Пам'ятник Тарасові Шевченку

Є церкви: святого Архангела Михайла (1701, дерев.) і святого Архістратига Михаїла (1995, мур.)
Споруджено пам'ятники односельцям, полеглим під час Першої та Другої світових воєн (1967), Т. Шевченку (1968), встановлено пам'ятні хрести на честь скасування панщини, проголошення незалежності України (1994), 850-і роковини хрещення України, Борцям за волю України (1991).
Пам'ятник Тарасові Шевченку – пам'ятка монументального мистецтва місцевого значення. Розташований біля сільського клубу.
Встановлений 1964 р. Масове виробництво.
Скульптура – тонований бетон, постамент – камінь.
Постамент – 0,8 м, скульптура – 3,5 м.

## Соціальна сфера
Працюють ЗОШ І ступ., клуб, бібліотека, ФАП, торговельний заклад.

## Відомі люди

### Народилися
- Григус Ігор Михайлович — доктор медичних наук, професор, завідувач кафедри здоров'я людини і фізичної реабілітації Національного університету водного господарства та природокористування.
- Ногас Анжела Олександрівна — кандидат наук з фізичного виховання і спорту, доцент кафедри здоров'я людини і фізичної реабілітації Національного університету водного господарства та природокористування.
- Дерех Зіновій Дмитрович —  лауреат Державної премії України в галузі  науки і техніки, кандидат технічних наук, автор більше 20 книг з  безпеки дорожнього руху, полковник міліції у відставці.